# Harpyia vidua
Harpyia vidua är en fjärilsart som beskrevs av August Wilhelm Knoch 1781. Harpyia vidua ingår i släktet Harpyia och familjen tandspinnare. Inga underarter finns listade i Catalogue of Life.